# ان‌جی‌سی ۱۹۹
ان‌جی‌سی ۱۹۹ (انگلیسی: NGC 199) نام یک کهکشان عدسی در صورت فلکی ماهی است.